# Fehérhasú hegyikolibri
A fehérhasú hegyikolibri (Lampornis hemileucus)  a madarak (Aves) osztályának sarlósfecske-alakúak (Apodiformes) rendjéhez, ezen belül a kolibrifélék (Trochilidae) családjához tartozó faj.

## Rendszerezése
A fajt Osbert Salvin angol ornitológus írta le 1865-ben, az Oreopyra nembe Oreopyra hemileucus néven.

## Előfordulása
Közép-Amerikában, Costa Rica és Panama területén honos. Természetes élőhelyei a szubtrópusi és trópusi síkvidéki és hegyi esőerdők és cserjések, valamint másodlagos erdők. Állandó, nem vonuló faj.

## Megjelenése
Testhossza 11 centiméter, testtömege 5,1-6,2 gramm.
|  |

## Természetvédelmi helyzete
Az elterjedési területe elég kicsi, egyedszáma ugyan ismeretlen, de még nem éri el a kritikus szintet. A Természetvédelmi Világszövetség Vörös listáján nem fenyegetett fajként szerepel.